# Ommatius acornutus
Ommatius acornutus är en tvåvingeart som beskrevs av Scarbrough, Marasci och Hill 2003. Ommatius acornutus ingår i släktet Ommatius och familjen rovflugor.
Artens utbredningsområde är Malawi. Inga underarter finns listade i Catalogue of Life.